# Simalio biswasi
Simalio biswasi är en spindelart som beskrevs av Majumder och Benoy Krishna Tikader 1991. Simalio biswasi ingår i släktet Simalio och familjen säckspindlar. Inga underarter finns listade i Catalogue of Life.